# (653589) 2014 QW441
2014 QW441 ist ein großes transneptunisches Objekt im Kuipergürtel, das bahndynamisch als erweitertes Scattered Disc Object (DO) oder als Cubewano eingestuft wird. Aufgrund seiner Größe ist der Asteroid ein Zwergplanetenkandidat.

## Entdeckung
2014 QW441 wurde am 20. August 2014 von einem Astronomenteam, bestehend aus B. Gibson, T. Goggia, N. Primak, A. Schultz und M. Willman, im Rahmen des Pan-STARRS-Projekts mit dem 1,8-m-Ritchey-Chretien-Teleskop (PS1) am Haleakalā-Observatorium (Maui) entdeckt. Die Entdeckung wurde am 16. Juli 2016 bekanntgegeben.
Nach seiner Entdeckung ließ sich 2014 QW441 auf Fotos bis zum 12. September 2001, die im Rahmen des Spacewatch-Programmes des Kitt-Peak-Observatoriums am Steward-Observatorium (Arizona) gemacht wurden, zurückgehend identifizieren und so seinen Beobachtungszeitraum um 13 Jahre verlängern, um so seine Umlaufbahn genauer zu berechnen. Im September 2018 lagen insgesamt 222 Beobachtungen über einen Zeitraum von 17 Jahren vor. Die bisher letzte Beobachtung wurde im September 2018 am Purple Mountain-Observatorium (Volksrepublik China) durchgeführt. (Stand 2. März 2019)

## Eigenschaften

### Umlaufbahn
2014 QW441 umkreist die Sonne in 294,89 Jahren auf einer leicht elliptischen Umlaufbahn zwischen 39,74 AE und 48,87 AE Abstand zu deren Zentrum. Die Bahnexzentrizität beträgt 0,103, die Bahn ist 28,80° gegenüber der Ekliptik geneigt. Derzeit ist der Planetoid 48,09 AE von der Sonne entfernt. Das Perihel durchlief er das letzte Mal 2019, der nächste Periheldurchlauf dürfte also im Jahre 2314 erfolgen.
Marc Buie (DES) klassifiziert den Planetoiden als erweitertes SDO (ESDO bzw. DO), während vom Minor Planet Center keine spezifische Einstufung existiert; letzteres ordnet ihn als Nicht-SDO und allgemein als «Distant Object» ein. Das Johnston’s Archive führt ihn dagegen als Cubewano auf, wobei er zu den bahndynamisch «heißen» klassischen KBO gehören würde.

### Größe
Derzeit wird von einem Durchmesser von 457 km ausgegangen, basierend auf einem Rückstrahlvermögen von 6 % und einer absoluten Helligkeit von 5,4 m. Ausgehend von einem Durchmesser von 457 km ergibt sich eine Gesamtoberfläche von etwa 656.000 km2. Die scheinbare Helligkeit von 2014 QW441 beträgt 21,46 m.
Da anzunehmen ist, dass sich 2014 QW441 aufgrund seiner Größe im hydrostatischen Gleichgewicht befindet und somit weitgehend rund sein muss, sollte er die Kriterien für eine Einstufung als Zwergplanet erfüllen. Mike Brown geht davon aus, dass es sich bei 2014 QW441 um möglicherweise einen Zwergplaneten handelt.
| Jahr                                         | Abmessungen km | Quelle   |
| -------------------------------------------- | -------------- | -------- |
| 2018                                         | 404,0          | Johnston |
| 2018                                         | 457,0          | Brown    |
| Die präziseste Bestimmung ist fett markiert. |                |          |